# Wildest Dreams
"Wildest Dreams" é uma canção da artista musical estadunidense Taylor Swift, contida em seu quinto álbum de estúdio, o 1989 (2014). Foi composta pela própria juntamente com Max Martin e Shellback, sendo produzida pelos dois últimos. Em 31 de agosto de 2015, a faixa foi enviada para rádios adult contemporary dos Estados Unidos, servindo como o quinto single do disco.
A canção teve uma recepção mista por parte da crítica contemporânea, atingindo o top cinco em vários países, incluindo, África do Sul, Austrália, Canadá e Polônia. Nos Estados Unidos, atingiu a quinta posição na principal parada musical do país, a Billboard Hot 100. Em território estadunidense, a canção recebeu platina quádrupla pela Recording Industry Association of America (RIAA), pelas suas duas milhões de unidades vendidas. O videoclipe do single, dirigido por Joseph Kahn, recebeu críticas negativas por glorificar o colonialismo, a intérprete doou todo o lucro do vídeo musical para a African Parks Foundation of America.

## Composição

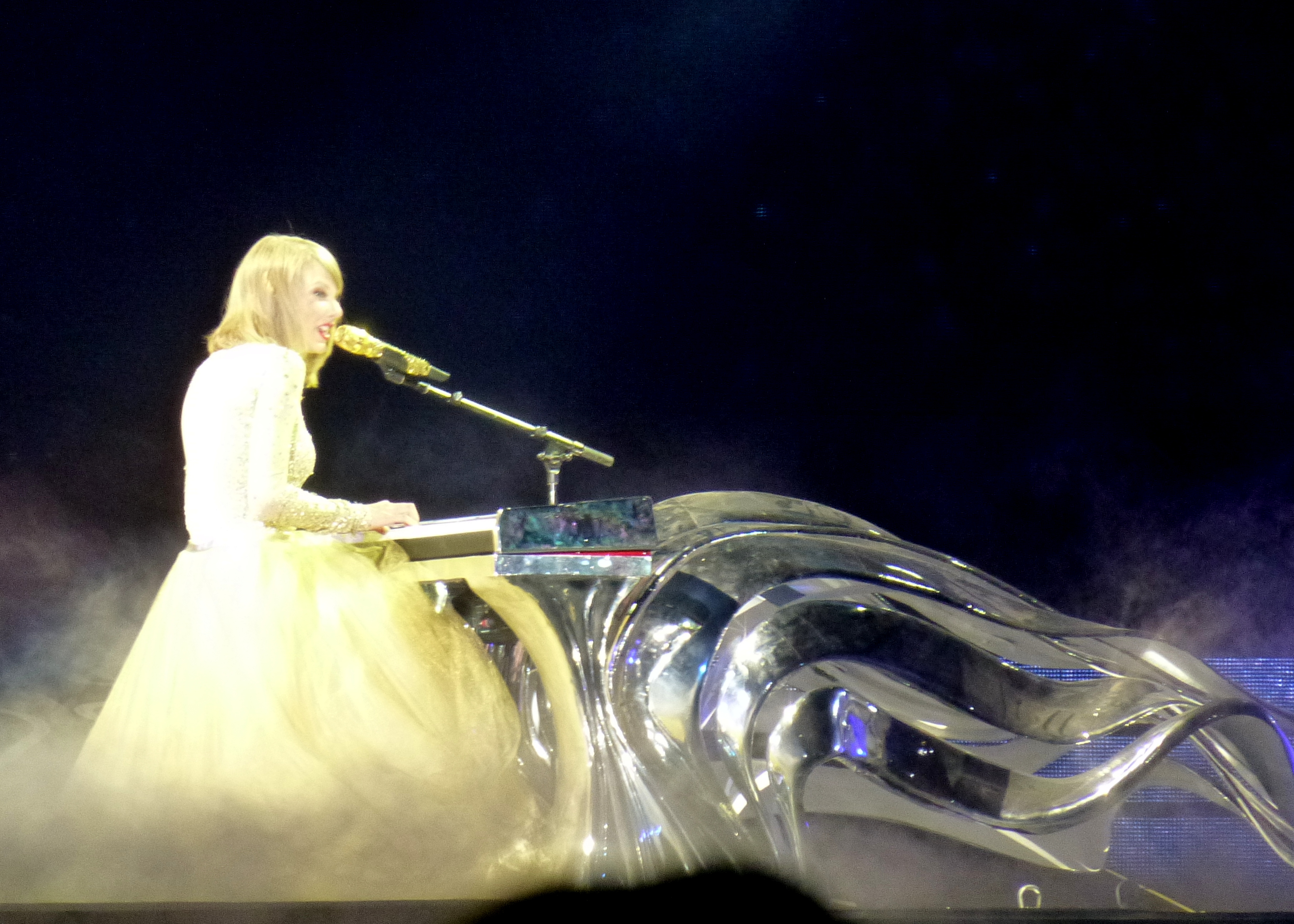
Taylor Swift 1989 Tour at Ford Field in Detroit, 5/30/15

Taylor Swift escreveu "Wildest Dreams" com os produtores Max Martin e Shellback, que produziram grande parte do quinto álbum de estúdio de Swift, 1989. Paul Duffus, da PopMatters, caracterizou a canção como dream pop e power ballad. Hannah Mylrae, da NME, descreveu-a como synth-pop, o gênero que está de acordo com a produção de seu álbum. A escritora da Refinery29, Rebecca Farley, observou elementos de soft rock. A canção foi gravada no MXM Studios, em Estocolmo, e no Conway Recording Studios, em Los Angeles.
Os críticos notaram que "Wildest Dreams" incorpora uma atmosfera sombria e dramática, a que compararam com as músicas da cantora Lana Del Rey, particularmente do seu álbum Born to Die (2012). Os batimentos cardíacos presente no instrumental da canção são da própria artista. O arranjador Mattias Bylund, gravou o arranjo da faixa no seu estúdio em Tuve, na Suécia. Alexis Petridis, do The Guardian, comparou os tambores da obra com os de "Be My Baby", das The Ronettes. A letra da faixa é sobre o apelo de Swift para que o seu amante lembre-se dela, apesar do fim inevitável da sua relação. Nas letras, Swift alerta o seu amante, que ele será vítima de memórias assombrosas, caso a relação termine. Para Annie Galvin, da Slant Magazine, os vocais da cantora registrado com um falsete, são atípicos de seu estilo habitual de cantar.

## Recepção da crítica

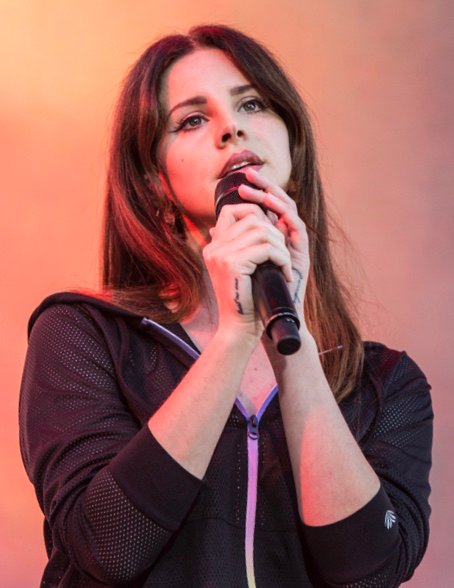
Críticos compararam a produção sombria da canção com às músicas de Lana Del Rey (foto).

"Wildest Dreams" teve uma recepção mista por parte dos críticos contemporâneos, o website Sputnikmusic denominou à canção como "apaixonante", e afirmou que Swift é capaz de absorver as influências contemporâneas à sua volta e as moldar em algo impressionantemente original. Ed Masley, do Arizona Republic, descreveu-a como "sedutora". Enquanto, Alexis Petridis, do The Guardian, elogiou a percepção da letra. Em sua resenha para o The New York Times, Jon Caramanica observou que a canção continha o "vocal mais notável" do álbum.
Craig Manning, do AbsolutePunk, afirmou que "Wildest Dreams" era "um pouco descartável". Jem Aswad, da Billboard, ficou de certa forma desapontado com a sua produção, que achou ser semelhante à música de Lana Del Rey, dizendo: "é difícil dizer se a canção é uma homenagem ou uma paródia". Annie Galvin, da Slant Magazine, a considerou como uma imitação "desorientada" de Del Rey, mas elogiou os vocais de Swift, que complementam a narrativa da letra. Mikael Wood, do Los Angeles Times, a classificou como "genérica". Shane Kimberline, do MusicOMH, considerou "Wildest Dream" a mais fraca do álbum, sentindo que o falsete de artista era o "equivalente de ver sua irmã usar maquiagem pesada e falar com um sotaque elegante".
Retrospectivamente, Rob Sheffield, da Rolling Stone, escreveu que a faixa "soa cada vez mais intensa ao longo dos anos". Em sua crítica ao NME, Hannah Mylrae, descreveu como uma "encantadora canção synth-pop", e Nate Jones, da New York Magazine, a destacou como uma das dez canções mais marcantes de Swift, ao longo de sua carreira. "Wildest Dreams" foi uma das canções premiadas no BMI Awards, em 2016, onde Swift foi homenageada como "Compositora do Ano", também recebeu um prêmio no ASCAP, em 2017, para Swift e os compositores, Martin e Shellback.

## Videoclipe

### Desenvolvimento e enredo

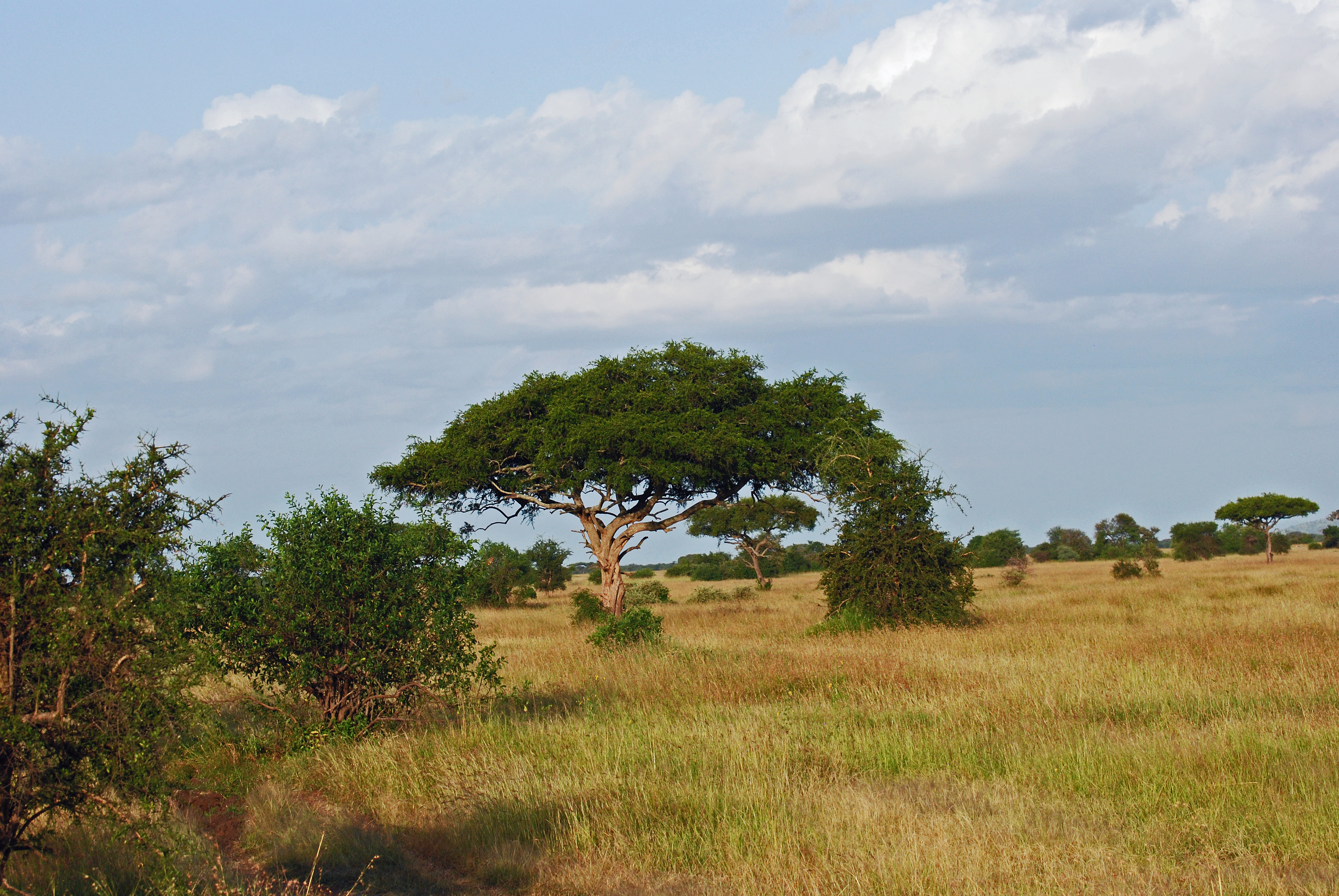
Grande parte do videoclipe foi filmado em Serengeti, na Tanzânia.

O videoclipe de "Wildest Dreams" foi dirigido por Joseph Kahn, que  já havia dirigido alguns vídeos da artista como "Blank Space" e "Bad Blood". A planície de Serengeti, na Tanzânia, foi a principal locação para o vídeo, que também teve filmagens adicionais em Los Angeles. Sua estreia ocorreu na pré-cerimônia do MTV Video Music Awards de 2015, em 31 de agosto de 2015. No vídeo, Swift interpreta uma atriz fictícia chamada Majorie Finn, que é uma referência a sua avó, Majorie Finlay, e Eastwood interpreta um ator fictício chamado Robert Kingsley, o conceito para a obra surgiu após Swift ler The Secret Conversations (2013), um livro escrito pela atriz Ava Gardner, com o jornalista Peter Evans.
Segundo Kahn, o videoclipe é baseado em romances clássicos de Hollywood, protagonizados por Elizabeth Taylor e Richard Burton, e os filmes: The African Queen (1951), Out of Africa (1985) e The English Patient (1996). Situado na África, durante a era de ouro do cinema americano nos anos 50, segue a história de Marjorie Finn (Swift), que protagonizou Wildest Dreams, um longa-metragem de aventura romântica, com Robert Kingsley (Eastwood). Swift doou todos os lucros do vídeo para a African Parks, uma organização não governamental voltada para a conservação.

### Recepção crítica
Os meios de comunicação elogiaram a sua produção, Forrest Whickman, da Slate, pensou que o vídeo era "muito mais envolvente" e que "faz um bom trabalho combinando o tema da canção de permanecer com alguém 'mesmo que seja apenas por fingimento'". Mike Wass, do Idolator, afirmou que o videoclipe "era um dos melhores" de Swift, comparando aos romances, Out of Africa, The English Patient e The Notebook (2004). A escritora Brittany Spanos, ao Rolling Stone, sentiu que o seu visual emulava o "glamour retro de Hollywood". Em 2016, a obra foi indicada ao MTV Italian Music Awards, na categoria de "melhor videoclipe".
O videoclipe teve críticas negativas, com alegações de glorificação do colonialismo devido à presença de um elenco branco na África. Em sua crítica ao NPR, Viviane Rutabingwa e James Kassaga Arinaitwe, criticaram o vídeo por "apresentar uma versão glamorosa e fantasiosa do colonialismo branco na África" e ignorar a sua brutalidade no continente. Eles escreveram: "Não culpamos totalmente Taylor Swift, mas as pessoas por trás da produção, que deveriam ter pesquisado um pouco, precisaria ter se perguntado como reagiriam os africanos. Essa visão que os brancos privilegiados têm em relação à África colonial é constrangedora e ofensiva. Lauren Duca, do HuffPost, também o criticou pelo "colonialismo branco". Lauretta Charlton, do New York Magazine, defendeu o vídeo, sentindo que as acusações de racismo eram exageradas. Em resposta às críticas, Kahn afirmou que a ênfase da produção era "uma história de amor", e que a apresentação de um elenco negro seria historicamente imprecisa para os anos 50.

## Apresentações ao vivo

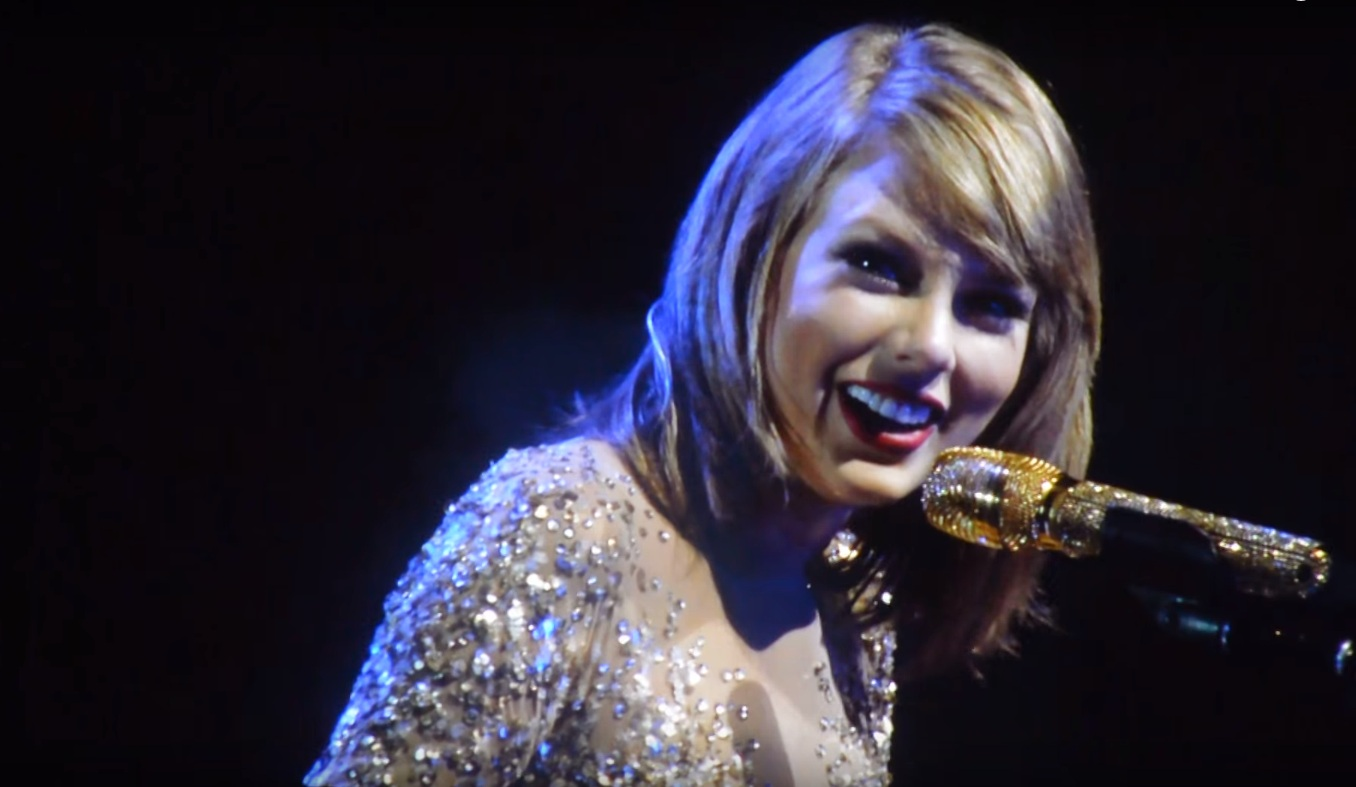
Swift apresentando "Wildest Dreams", durante a The 1989 World Tour, em 2015.

Swift apresentou "Wildest Dreams", como parte da exposição "Taylor Swift Experience", no Grammy Museum, em Los Angeles, no dia 30 de setembro de 2015. A canção foi incluída no repertório oficial da The 1989 World Tour (2015), que era apresentada como parte de um mashup com "Enchanted", faixa do terceiro álbum de estúdio de Swift. Swift cantou "Wildest Dreams" três vezes na Reputation Stadium Tour (2018), como parte das "canções surpresa" que estavam fora do repertório oficial da turnê, as cidades onde a canção foi interpretada foram: Santa Clara, Califórnia; Tóquio, Japão, e em Filadélfia, Pensilvânia. Em 2023 a canção foi incluída no repertório oficial da The Eras Tour (2023-24), onde a música era apresentada como a quarta música no bloco do 1989 e a trigésima quarta num todo (vigésima nona após a reformulação da setlist).

## Faixas e formatos
| Download digital |                  |         |  |
| N.º              | Título           | Duração |  |
| 1.               | "Wildest Dreams" | 3:40    |  |

| Download digital (R3hab Remix) |                                |         |  |
| N.º                            | Título                         | Duração |  |
| 1.                             | "Wildest Dreams" (R3hab Remix) | 3:17    |  |

## Créditos
Todo o processo de elaboração de "Wildest Dreams" atribui os seguintes créditos:
Gravação e publicação
- Gravada em 2014 nos MXM Studios (Estocolmo)
- Cordas gravadas e editadas no Studio Elevator Nobody (Gotemburgo)
- Mixada nos MixStar Studios (Virginia Beach, Virginia)
- Masterizada nos Sterling Sound (Nova Iorque)
- Publicada pelas empresas Sony/ATV Tree Publishing, Taylor Swift Music (BMI) e MXM (ASCAP) (administrada pela Kobalt Songs Music Publishing, Inc.)

Produção
- Taylor Swift: composição, vocalista principal, vocalista de apoio, batimentos cardíacos
- Max Martin: composição, produção, teclados, piano, programação
- Shellback: composição, produção, violão, guitarra elétrica, teclados, percussão, programação
- Mattias Bylund: arranjo, gravação e edição de cordas
- Michael Ilbert: gravação
- Sam Holland: gravação
- Cory Bice: assistência de gravação
- Serban Ghenea: mixagem
- John Hanes: engenharia de mixagem
- Peter Carlsson: engenharia de Pro Tools
- Tom Coyne: masterização

## Desempenho comercial
Na principal tabela musical dos Estados Unidos, a Billboard Hot 100, "Wildest Dreams" estreou na 76.ª posição, em novembro de 2014. Em 5 de agosto de 2015, Swift anunciou que "Wildest Dreams" seria o quinto single de 1989, que foi lançada nas rádios adult contemporary em 31 de agosto de 2015, pela Big Machine e Republic Records. No dia seguinte, teve impacto nas rádios mainstream. O single ainda foi remixado por R3hab, lançado como download digital em 15 de outubro de 2015.
Após seu lançamento como single, "Wildest Dreams" reentrou na Billboard Hot 100, em 19 de dezembro de 2015, na 15.ª posição. Atingiu a décima posição, em 10 de outubro de 2015, tornando-se a quinta música de trabalho de 1989 a alcançar o top dez no gráfico. Em 7 de novembro de 2015, a canção alcançou a primeira colocação nas paradas musicais da Billboard, o Mainstream Top 40 e Adult Top 40. Com isto, 1989 tornou-se o álbum com o maior número de canções número um no Adult Top 40, igualando-se ao álbum Teenage Dream (2010), de Katy Perry. "Wildest Dreams" recebeu certificado de platina quádrupla pela Recording Industry Association of America (RIAA), pelas duas milhões de cópias vendidas digitalmente nos Estados Unidos, até novembro de 2017. Internacionalmente, o single obteve bons desempenhos, atingiu o terceiro lugar nas paradas musicais da Austrália e Polônia, no Canadá, a quarta; e na África do Sul; a quinta posição.

### Posições nas tabelas musicais
| Tabela musical (2014—15)                          | Melhor posição |
| ------------------------------------------------- | -------------- |
| África do Sul (Entertainment Monitoring Africa)   | 5              |
| Austrália (ARIA)                                  | 3              |
| Áustria (Ö3 Austria Top 75)                       | 21             |
| Bélgica (Ultratop 50 de Flandres)                 | 33             |
| Bélgica (Ultratip da Valônia)                     | 24             |
| Canadá (Canadian Hot 100)                         | 4              |
| Canadá (Billboard AC)                             | 2              |
| Canadá (Billboard CHR/Top 40)                     | 1              |
| Canadá (Billboard Hot AC)                         | 1              |
| Chéquia (Rádio Top 100)                           | 25             |
| Escócia (Official Charts Company)                 | 9              |
| Eslováquia (Rádio Top 100)                        | 8              |
| Eslovênia (SloTop50)                              | 14             |
| Estados Unidos (Billboard Adult Contemporary)     | 2              |
| Estados Unidos (Billboard Adult Pop Songs)        | 1              |
| Estados Unidos (Billboard Dance/Mix Show Airplay) | 1              |
| Estados Unidos (Billboard Hot 100)                | 5              |
| Estados Unidos (Billboard Pop Songs)              | 1              |
| Estados Unidos (Billboard Rhythmic)               | 25             |
| Finlândia (Suomen virallinen lista)               | 15             |
| França (SNEP)                                     | 122            |
| Grécia (Greece Digital Songs)                     | 3              |
| Hungria (Single Top 40)                           | 35             |
| Irlanda (IRMA)                                    | 39             |
| Islândia (RÚV)                                    | 8              |
| Líbano (Lebanese Top 20)                          | 14             |
| Nova Zelândia (NZ Top 10 Heatseekers)             | 8              |
| Polônia (Polish Airplay Top 100)                  | 3              |
| Reino Unido (UK Singles Chart)                    | 40             |

| Tabela musical (2015)                         | Melhor posição |
| --------------------------------------------- | -------------- |
| Austrália (ARIA)                              | 41             |
| Canadá (Canadian Hot 100)                     | 39             |
| Estados Unidos (Billboard Adult Contemporary) | 27             |
| Estados Unidos (Billboard Adult Pop Songs)    | 28             |
| Estados Unidos (Billboard Hot 100)            | 57             |
| Estados Unidos (Billboard Pop Songs)          | 30             |
| Tabela musical (2016)                         | Melhor posição |
| Canadá (Canadian Hot 100)                     | 70             |
| Estados Unidos (Billboard Adult Contemporary) | 3              |
| Estados Unidos (Billboard Adult Pop Songs)    | 28             |
| Estados Unidos (Billboard Hot 100)            | 79             |

### Vendas e certificações
| Região                                                                                                  | Certificação | Vendas    |
| --- | ------------ | --------- |
| Austrália (ARIA)                                                                                        | 2× Platina   | 140,000^  |
| Canadá (Music Canada)                                                                                   | Platina      | 80,000*   |
| Estados Unidos (RIAA)                                                                                   | 4× Platina   | 2,000,000 |
| Noruega (IFPI Noruega)                                                                                  | Ouro         | 30,000    |
| Nova Zelândia (RMNZ)                                                                                    | Ouro         | 7,500*    |
| Reino Unido (BPI)                                                                                       | Ouro         | 400,000   |
| *números de vendas baseados somente na certificação ^números de vendas baseados somente na certificação |              |           |

## Wildest Dreams (Taylor's Version)
"Wildest Dreams (Taylor's Version)" é a versão regravada de "Wildest Dreams" lançada por Swift em 17 de setembro de 2021, via Republic Records, sendo o primeiro lançamento relacionado ao 1989 (Taylor's Version). Foi um lançamento surpresa, e uma parte da música regravada de Swift após a disputa pela propriedade dos masters de sua discografia mais antiga. "Wildest Dreams (Taylor's Version)" chegou ao Top 10 na Malásia e Cingapura, ao Top 20 na Irlanda, e ao Top 40 na Austrália, Canadá, Nova Zelândia, Reino Unido, e Estados Unidos.

### Antecedentes e lançamento
Após a disputa com a Big Machine Records em 2019 sobre os direitos dos masters de seus primeiros seis álbuns, incluindo 1989, Swift anunciou sua meta de regravar cada um desses álbuns. O primeiro trecho de "Wildest Dreams (Taylor's Version)" foi apresentado no trailer do filme de animação de 2021 Spirit Untamed, lançado em 12 de março de 2021. Um clipe mais longo, com um minuto e 59 segundos de duração, foi disponibilizado no canal oficial da DreamWorks no YouTube, em 17 de maio de 2021.
Em 15 de setembro de 2021, seguindo uma tendência viral do TikTok, envolvendo a gravação de 2014 da canção, que estava ganhando força na plataforma, "Wildest Dreams" recebeu 735.000 reproduções no Spotify, um novo pico de um dia para a canção no serviço de streaming. Em 16 de setembro, ela atingiu um novo pico com 750.000 reproduções. Em 17 de setembro, Swift postou em sua conta no TikTok um trecho da ponte da canção regravada como parte da tendência mencionada, com a legenda "se vocês querem usar minha versão de "Wildest Dreams" para a tendência de zoom lento, aqui está ela!", seguido por "foi fofo, talvez lance a canção inteira mais tarde", sugerindo o futuro lançamento da canção. A canção foi posteriormente disponibilizada nas plataformas de streaming aproximadamente uma hora após a postagem no TikTok. Sobre seu próximo álbum ser Red (Taylor's Version) (2021), Swift disse através de suas redes social que viu "Wildest Dreams" sendo tendência no TikTok, e pensou que os fãs deveriam ter sua versão da canção.

### Desempenho comercial
Em menos de quatro horas, "Wildest Dreams (Taylor's Version)" acumulou mais de dois milhões de streams no Spotify, ultrapassando com folga a maior contagem de streaming em um único dia da versão original na plataforma. Nos Estados Unidos, a canção estreou na 37ª posição na Billboard Hot 100, com 8,7 milhões de streams e 13.400 downloads vendidos na semana que terminou em 23 de setembro de 2021. Tornou-se seu recorde de 138ª canção no Hot 100, e sua 81ª canção no top 40, empatando com Elvis Presley como terceira artista com mais canções no top 40 de todos os tempos, atrás de Drake (143), e Lil Wayne (87). A canção ainda alcançou as posições de número 3 e 37 nas paradas norte-americanas Billboard Digital Song Sales e Streaming Songs, respectivamente. "Wildest Dreams (Taylor's Version)" chegou ao top 40 na Austrália (28) e na Nova Zelândia (30). Superou as posições da versão original na Hungria (29 contra 35), no Reino Unido (25 contra 40), e na Irlanda (15 contra 39). Na Alemanha e na Suécia, onde o desempenho gráfico do original e da regravação são combinados, "Wildest Dreams" atingiu as posições de número 51 e 53, respectivamente.

### Créditos
Créditos adaptados do serviço Tidal.
- Taylor Swift – vocais principais, composição, produção
- Christopher Rowe – produção, engenharia vocal
- Shellback –  composição, produção
- Max Martin –  composição
- Mattias Bylund – engenharia de gravação, edição, arranjo de cordas, sintetizador
- Max Bernstein – guitarra, sintetizador, programação de sintetizador
- Mike Meadows – sintetizador, programação de sintetizador
- Dan Burns – programação de sintetizador
- Matt Billingslea – bateria, percussão
- Amos Heller – baixo
- Paul Sidoti – guitarra
- Mattias Johansson – violino
- David Bukovinszky – violoncelo
- Serban Ghenea – mixagem
- John Hanes – engenharia
- Randy Merrill – engenharia de masterização

### Histórico de lançamento
| País   | Data                   | Formato                    | Gravadora | Ref.    |
| ------ | ---------------------- | -------------------------- | --------- | ------- |
| Vários | 17 de setembro de 2021 | Download digital streaming | Republic  | [ 107 ] |

## Histórico de lançamento
| País           | Data                   | Formato                        | Gravadora             |
| -------------- | ---------------------- | ------------------------------ | --------------------- |
| Estados Unidos | 31 de agosto de 2015   | Rádios adult contemporary      | Big Machine, Republic |
| Estados Unidos | 1º de setembro de 2015 | Rádios mainstream              | Big Machine, Republic |
| Canadá         | 15 de outubro de 2015  | Download digital (R3hab Remix) | Big Machine           |
| Estados Unidos | 15 de outubro de 2015  | Download digital (R3hab Remix) | Big Machine           |
| Itália         | 30 de outubro de 2015  | Rádios mainstream              | Univesal              |